# Somedia

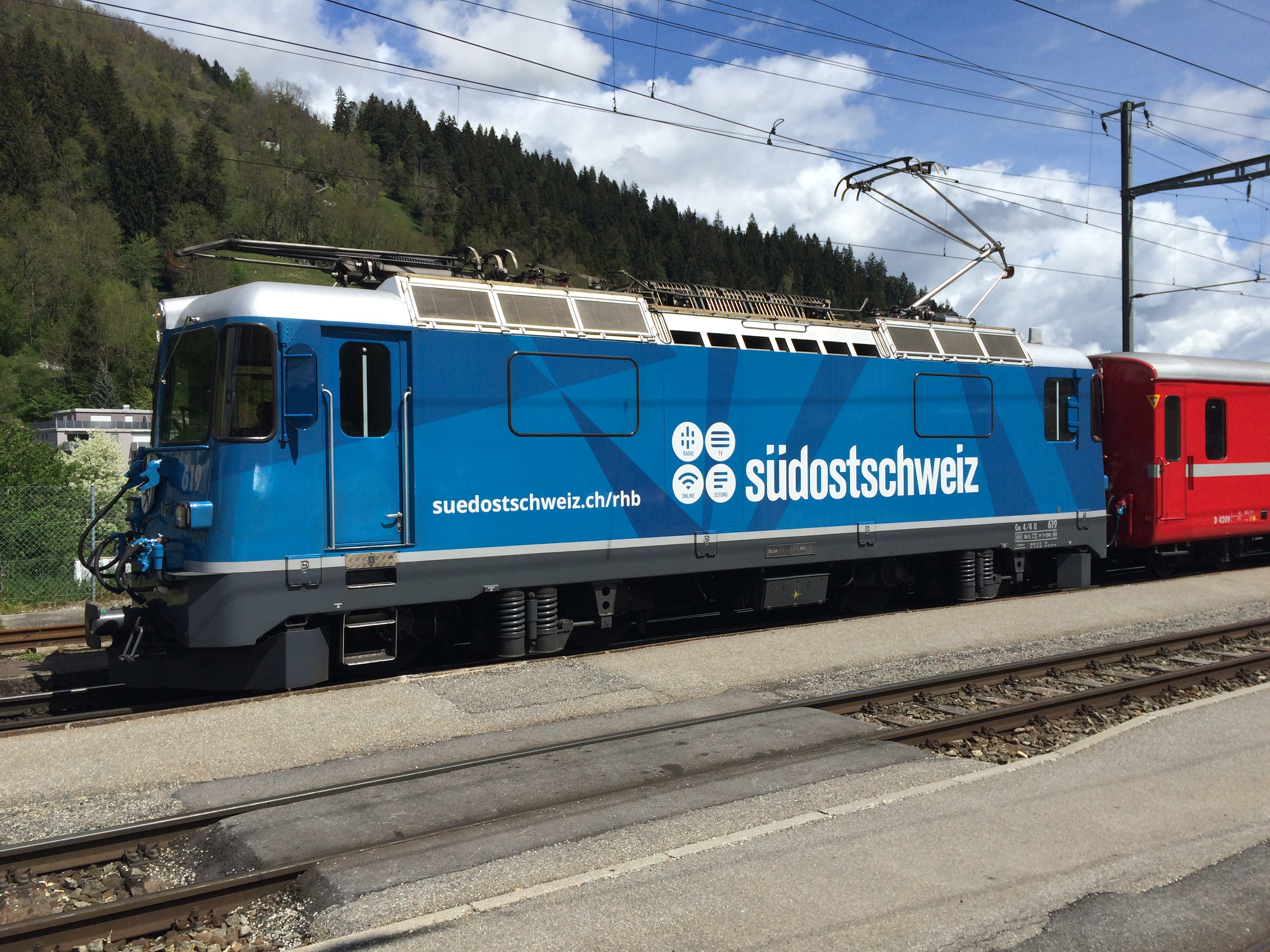
Lokomotive der Rhätischen Bahn

Somedia, vormals Südostschweiz Medien, ist ein Schweizer Medienunternehmen in Familienbesitz. Die Konzernmarke Südostschweiz Medien erhielt ab 2014 eine neue Marketingstruktur mit dem Kurznamen: Somedia. Diese steht für das ganze Medienunternehmen mit Standorten in den Kantonen Graubünden, Glarus, St. Gallen und Zürich. Das 2015 neu eröffnete Medienhaus in Chur West ist Sitz aller wichtigen Redaktionen des Somedia-Konzerns.
«Somedia Promotion» fasst den Anzeigen- und Spotverkauf im Bereich Zeitungen und Online-Produkten, Radio und Fernsehen zusammen. «Somedia Production» umfasst seitdem die bisherigen Bereiche der Südostschweiz Druck, Newmedia (Webagentur) und Emotion (Videoproduktion). Mitte Mai 2017 gründete Somedia Production die Marketing- und Kommunikationsagentur «Viaduct». Die Agentur entstand aus den Produktionseinheiten Video, Web und Druckvorstufe sowie neuen Kreations- und Konzeptspezialisten. Im Jahr 2024 hat Somedia die Agentur communicaziun.ch gekauft und mit der bestehenden Agentur Viaduct fusioniert.
Zum 1. August 2022 hat Somedia die Obersee Nachrichten an Fridolin Medien verkauft.

## Zeitungen, Zeitschriften, Portale
Folgende Zeitungen gehören zum Unternehmen:
Tageszeitungen
- Südostschweiz Bündner Zeitung, inkl. der Wochenendausgabe «Südostschweiz am Wochenende» (Regionalausgaben Graubünden, Glarus, Gaster & See)
- Südostschweiz Glarner Nachrichten
- Linth Zeitung (Uznach)
- Bündner Tagblatt (Chur)
- La Quotidiana (rätoromanisch) (Chur)

Wochenzeitungen
- Amtsblatt Stadt Chur (Chur)
- Ruinaulta (ehemals Arena Alva und Rhiiblatt)
- Aroser Zeitung (Arosa)
- Bündner Woche (Chur)
- Davoser Zeitung (Davos)
- Fegl ufficial
- Glarner Woche (Ausgabe Glarus Nord, Glarus, Glarus Süd) (Glarus)
- Klosterser Zeitung (Klosters)
- Novitats (Lenzerheide)
- Pöschtli (Thusis)

Zeitschriften
- Graubünden Exklusiv (Chur)
- Terra Grischuna (Chur)
- Graubünden Exklusiv (Chur)

Rubrikenportale
- Südostschweizjobs.ch
- Südostschweizimmo.ch

## Weitere Firmen
Der Name Südostschweiz wird noch für weitere zur Mediengruppe gehörende Firmen verwendet:
- Südostschweiz Radio AG (94,38 %;[1] mit Radio Grischa)
- Südostschweiz TV AG (mit Tele Südostschweiz)
- Südostschweiz Press AG (Nutzermarkt, Redaktionen)
- Südostschweiz Stiftung

Andere Firmen mit dem Namen Südostschweiz wurden zu Somedia umbenannt:
- Somedia AG (bis 6. März 2014 Südostschweiz Medien AG)
- Somedia Promotion AG (bis 6. März 2014 Südostschweiz Publicitas AG)
- Somedia Distribution AG (bis 5. September 2014 Südostschweiz Pressevertrieb AG)

Die Schweizerische Post hält 35 % der Aktien.
- Somedia Partner AG (bis 19. Dezember 2014 Südostschweiz Partner AG)
- Somedia Production AG (bis 8. Juni 2015 Medien & Medizin Verlag MMV AG, danach Übernahme der Südostschweiz Emotion AG und der Südostschweiz NewMedia AG)
- Somedia Learning AG
- communicaziun.ch
- Somedia Health AG mit Helvète Media Sàrl, Rosenfluh Publikationen AG
- Somedia Services AG
- LZ Linth Zeitung AG
- SOlivery AG
- Code Camp Europe mit Code Camp Switzerland
- Minderheitsbeteiligung Speed U Up GmbH in Innsbruck

Zu Somedia gehört zudem der Südostschweiz Buchverlag mit Edition Somedia, Edition Terra Grischuna und Edition Rüegger Verlag.

## Lokalitäten
Somedia ist in folgenden Orten vertreten: Arosa, Davos, Chur, Ilanz, Lenzerheide, St. Moritz, Thusis, Glarus, Uznach, Martigny und Zürich. Sie beschäftigt 700 Mitarbeiter. Der Hauptsitz befindet sich im 2015 neu eröffneten Medienhaus auf dem Rossboden in Chur West.

## Kritik und Konzession
In der Neukonzessionierungsdebatte für regionale Radio- und TV-Sender in der Schweiz steht die Monopolstellung von Somedia, insbesondere in der Region Südostschweiz-Glarus, im Mittelpunkt. Die Herausforderung durch Roger Schawinski mit seinem Projekt Radio Alpin beleuchtet die kritische Auseinandersetzung mit der vorherrschenden Medienlandschaft. Die Ems-Chemie, geleitet von Magdalena Martullo-Blocher, unterstützt Schawinski und wirft Somedia vor, ein faktisches Medienmonopol etabliert zu haben, das die Vielfalt und Unabhängigkeit der regionalen Berichterstattung einschränkt. Zudem verstärkt die Kritik an der von Somedia eingerichteten Ombudsstelle, besetzt mit einer internen Verwaltungsrätin, die Bedenken bezüglich der Unabhängigkeit und Effektivität in der Bearbeitung von Beschwerden und somit hinsichtlich der Monopolstellung des Medienhauses.